# La Falconera (la Morera de Montsant)
|  | Per a altres significats, vegeu «La Falconera». |

La Falconera és una muntanya de 1.103 metres que es troba al municipi de la Morera de Montsant, a la comarca catalana del Priorat.